# Saint-Martin-de-Lenne
Saint-Martin-de-Lenne (okzitanisch: Sent Martin) ist eine französische Gemeinde mit 334 Einwohnern (Stand: 1. Januar 2022) im Département Aveyron in der Region Okzitanien (vor 2016 Midi-Pyrénées). Sie gehört zum Arrondissement Rodez und zum Kanton Tarn et Causses. Die Einwohner werden Saint-Martinois genannt.

## Geographie
Saint-Martin-de-Lenne liegt im Tal des Flusses Lot im südlichen Zentralmassiv, zwischen der Hochebene Causse de Sévérac im Süden und der Aubrac im Norden. Die Landschaft ringsum wird auch Pays d’Olt genannt. Das Gemeindegebiet gehört zum Regionalen Naturpark Grands Causses. Umgeben wird Saint-Martin-de-Lenne von den Nachbargemeinden Saint Geniez d’Olt et d’Aubrac im Norden, Saint-Saturnin-de-Lenne im Osten, Sévérac d’Aveyron im Süden, Vimenet im Westen und Südwesten sowie Pierrefiche im Westen und Nordwesten.

## Einwohnerentwicklung
| Jahr                       | 1962 | 1968 | 1975 | 1982 | 1990 | 1999 | 2006 | 2019 |
| Einwohner                  | 379  | 310  | 284  | 270  | 234  | 208  | 219  | 315  |
| Quellen: Cassini und INSEE |      |      |      |      |      |      |      |      |

## Sehenswürdigkeiten

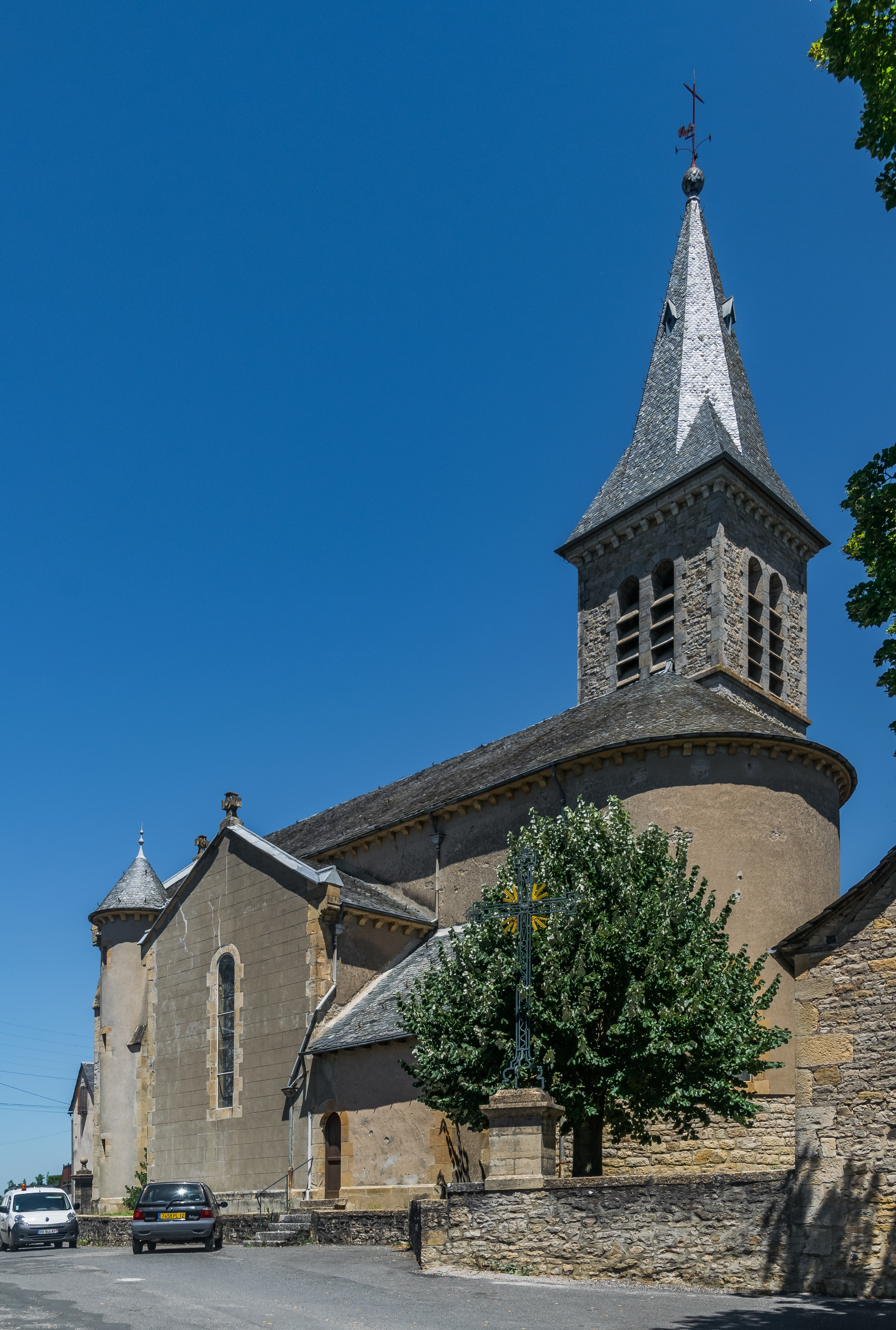
Kirche Notre-Dame

- Kirche Notre-Dame